# Новогоспітальна вулиця
Новогоспіта́льна ву́лиця — вулиця в Печерському районі міста Києва, місцевість Черепанова гора. Пролягає від бульвару Лесі Українки до вулиць Євгена Коновальця та Михайла Задніпровського.

## Історія
У 2-й половині XIX століття виник Прозорівський шлях. Наприкінці 1930-х років перейменований на Новогоспітальну вулицю. 
На початку 1960-х років більша частина вулиці приєднана до вулиці Щорса, а решта отримала назву провулок Щорса на честь радянського військового діяча часів громадянської війни Миколи Щорса. 
Історичну назву вулиці відновлено 2015 року.

## Забудова
До вулиці відносяться лише два будинки — № 5 (цегляна дев'ятиповерхова «хрущовка») та № 5-А («чешка з еркером», серія 12У), зведені у 1970-х роках.